# Twarogi Ruskie
Twarogi Ruskie – wieś w Polsce położona w województwie podlaskim, w powiecie siemiatyckim, w gminie Perlejewo.
Zaścianek szlachecki Ruskie należący do okolicy zaściankowej Twarogi położony był w drugiej połowie XVII wieku w ziemi drohickiej województwa podlaskiego. W latach 1975–1998 miejscowość administracyjnie należała do województwa łomżyńskiego.
Wierni kościoła rzymskokatolickiego należą do parafii Przemienienia Pańskiego w Perlejewie.

## Historia
Nazwa wsi pochodzi od imienia Twarog.
Najpewniej pierwsi osadnicy zostali sprowadzeni tu przez książąt litewskich w końcu XIV wieku. Twarogi Ruskie są prawdopodobnie najstarszą miejscowością wśród wszystkich pobliskich Twarogów. Nadania ziemskie na rzecz ruskich bojarów nie były zbyt precyzyjne, gdyż mieszkańcy wsi często sądzili się z sąsiadami o granice (1430,1470 i 1551).
Pierwsze wzmianki o miejscowości pochodzą z 1430 r. Starosta drohicki dokonał wtedy rozgraniczenia tej wsi od wsi Zdzichy. Miejscowa ludność była wyznania prawosławnego i według późniejszych przekazów istniała tu cerkiew prawosławna. Była uposażona w jedną włókę ziemi w Twarogach-Trąbnicy. 
Spis podatkowy z 1580 roku nie wymienia tu żadnych rycerzy, którzy mieliby imiona wskazujące na ruskie pochodzenie. Według opisu parafii perlejewskiej z 1664 roku w Twarogach-Trąbnicy istniała włóka bezpańska należąca niegdyś do cerkwi w Twarogach Ruskich co wskazuje na brak cerkwi i popa w tej okolicy. Być może prawosławni, a następnie uniccy Twarowscy przenieśli się w inne okolice, bowiem zapisano, że w 1905 roku niektórzy Twarowscy przeszli na katolicyzm uprzednio będąc zmuszeni do przyjęcia prawosławia. 
Według opisu z końca XIX w. w miejscowości przeważała ludność drobnoszlachecka, naliczono 2. włościan. Twarogi Ruskie liczyły 14 domów i 89 mieszkańców (41 mężczyzn i 48 kobiet). We wsi grunty pszenne, łąki i lasy. Dawni badacze uważali, że cmentarzysko w środku wsi było reliktem Jaćwingów, choć miejscowość znajduje się poza obszarem osadniczym Jaćwieży.
W roku 1921 we wsi 16 domów i 95 mieszkańców, w tym 1. prawosławny. Miejscowość należała do gminy Skórzec.